# Джозеф, Патрик
Патрик Джозеф (англ. Patrick Joseph; 3 мая 1998) — фиджийский футболист, защитник клуба «Рева» и сборной Фиджи.

## Биография

### Клубная карьера
Начинал профессиональную карьеру в клубе «Нади», за который в сехонах 2017-19 провёл 33 матча и забил 1 гол в чемпионате Фиджи. В 2020 году перешёл в другой местный клуб «Рева», в составе которого в 2022 году принимал участие в групповой стадии Лиги чемпионов ОФК и в том же сезоне стал чемпионом Фиджи.

### Карьера в сборной
Дебютировал за сборную Фиджи 18 марта 2019 года в товарищеском матче со сборной Новой Каледонии, в котором вышел на замену на 69-й минуте. Летом того же года принимал участие в Тихоокеанских играх, где занял со сборной третье место.

## Достижения
«Рева»
- Чемпион Фиджи: 2022

 Фиджи
- Бронзовый призёр Тихоокеанских игр: 2019
- Бронзовый призёр Кубка Меланезии: 2022